# Andrena maidaqi
Andrena maidaqi är en biart som beskrevs av Erwin Scheuchl och Gusenleitner 2007. Andrena maidaqi ingår i släktet sandbin, och familjen grävbin. Inga underarter finns listade i Catalogue of Life.